# Juan Alberto Sobrino
Juan Alberto Sobrino (Montevideo, 6 de julio de 1934 - Montevideo, 18 de julio de 2004) fue un actor teatral uruguayo.

## Trayectoria
Inició su formación actoral a los 24 años en el teatro El Galpón. Después se vinculó al Club de Teatro y al teatro de La Gaviota.
Trabajó en casi un centenar de obras, entre ellas Volpone (1967) y La comuna de París (1968), ambas con dirección de Omar Grasso; Antígona de Sófocles (1971, dirigido por Mario Morgan); La cacatúa verde, de Arthur Schnitzler; Sacco y Vanzetti; Don Quijote; La importancia de llamarse Ernesto, de Oscar Wilde; Tartufo, de Molière, con dirección de Rubén Yáñez; etc. Fue dirigido por otros directores como Atahualpa del Cioppo, Antonio Larreta, Jorge Curi, Sergio Otermin, Jaime Yavitz, Aderbal Freire y otros.
Entre 1994 y 2001 formó parte del elenco de la Comedia Nacional. En su etapa en la Comedia fue dirigido por Villanueva Cosse, Grasso, Yavitz, Curi, Freire, Héctor Manuel Vidal, Jorge Denevi, Juver Salcedo, Horacio Buscaglia, Gustavo Adolfo Ruegger, Ernesto Clavijo, Daniel Spinno Lara y Luis Cerminara. Actuó en obras de Meyerhold, Bulgákov, Brecht, Chejov, Wilde, Lesage, Hugh Whitemore, Tennessee Williams, Arthur Miller, Urs Widmer, etc.
En cine actuó en El cocodrilo, basada en un relato de Felisberto Hernández, con dirección de Sergio Otermin; el cortometraje Los últimos vermichellis (1988), basado en un cuento de Fontanarrosa, con dirección de Carlos Ameglio y Diego Arsuaga; y en La historia casi verdadera de Pepita la Pistolera (1993) de Beatriz Flores Silva.
Obtuvo dos premios Florencio: en 1990 por su interpretación de Sancho Panza en Don Quijote y en 1993 por su actuación en El precio de Arthur Miller.